# Сельское поселение Нялинское
Се́льское поселе́ние Нялинское — муниципальное образование в Ханты-Мансийском районе Ханты-Мансийского автономного округа Российской Федерации.
Административный центр — село Нялинское.

## История
Статус и границы сельского поселения установлены Законом Ханты-Мансийского автономного округа - Югры от 25 ноября 2004 года № 63-оз «О статусе и границах муниципальных образований Ханты-Мансийского автономного округа - Югры»

## Население
| 2010 | 2012 | 2013 | 2014 | 2015 | 2016 | 2017 |
| ---- | ---- | ---- | ---- | ---- | ---- | ---- |
| 916  | ↗950 | ↘947 | ↘939 | ↘909 | ↘881 | ↘857 |
| 2018 | 2019 | 2020 | 2021 |      |      |      |
| ↗889 | ↗970 | ↗986 | ↘948 |      |      |      |

## Состав сельского поселения
| № | Населённый пункт | Тип населённого пункта       | Население |
| - | ---------------- | ---------------------------- | --------- |
| 1 | Нялина           | деревня                      | 81        |
| 2 | Нялинское        | село, административный центр | 611       |
| 3 | Пырьях           | посёлок                      | 217       |
| 4 | Скрипунова       | деревня                      | ↘7        |